# Thea Rosenquist

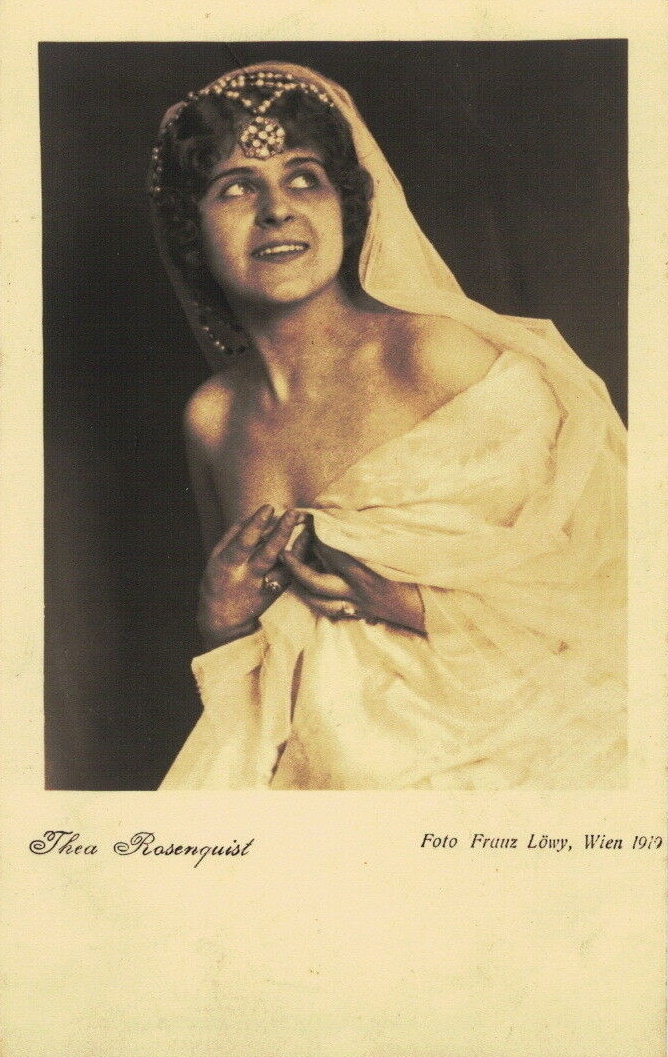
Rosenquist, 1919

Theodora Anna Mathilde Julie Rosenquist, auch Thea Körner, (* 8. Mai 1896 in Lübeck; † 26. Juli 1959 in Vancouver, British Columbia, Kanada) war eine deutschstämmige Schauspielerin beim österreichischen Stummfilm.

## Leben
Die gebürtige Lübeckerin begann ihre künstlerische Laufbahn 1913 am Neuen Stadttheater ihrer Heimatstadt. Zwei Jahre darauf wechselte sie nach Flensburg (von 1915 bis 1917). 1917 ging sie nach Wien ans Deutsche Volkstheater. Thea Rosenquist blieb seitdem der österreichischen Hauptstadt verbunden und trat seit ihrer Ankunft in Wien auch in hiesigen Filmen auf, meist mit Hauptrollen. Sie war u. a. zu sehen als Titelheldin in der Verfilmung von Hebbels Drama Maria Magdalena, als Titelheldin Rachel in der Adaption von Grillparzers Drama Die Jüdin von Toledo und als Baronesse Tirnau in dem Historiendrama Ludwig II., ihrem letzten nachzuweisenden Film.
1923 heiratete Thea Rosenquist den Holzindustriellen Leon Körner aus Prag und zog sich daraufhin von der Schauspielerei zurück. Bis 1938 lebte das Ehepaar in der Kahlenbergerstraße 141 (später u. a. im Besitz des jordanischen Königshauses) in Wien und in Prag. Mit dem Einmarsch der deutschen Wehrmacht und dem Anschluss Österreichs musste die jüdische Familie das Land verlassen. Kurz bevor der Prager Flughafen für zivile Maschinen geschlossen wurde, entkamen Thea und Leon Körner mit einem gecharterten niederländischen Flugzeug nach Amsterdam und flohen von dort weiter nach England. Weitere Familienangehörige entkamen den Nationalsozialisten auf anderen Wegen, hingegen wurden drei Schwestern der Körners in Konzentrationslagern ermordet.
Thea und Leon Körner emigrierten schließlich Anfang Februar 1939 via USA nach Kanada und ließen sich in Vancouver nieder. Leon Körner (engl. Koerner) erwarb dort ein bankrottes Sägewerk und ließ seine drei Brüder Walter, Otto und Theodor, ihre Familien und andere Freunde und Verwandte nachkommen. Kriegsbedingt entwickelte sich die Holzindustrie überraschend erfolgreich – insbesondere die Produktion von Munitionskisten für die Commonwealth-Armee und der Wiederaufbau in Europa nach dem Krieg brachten den Koerners erneuten Wohlstand. Aus Dankbarkeit für die Aufnahme in Kanada gründeten sie eine große Anzahl von Stiftungen.
Bis heute gibt es in Vancouver noch die „Leon und Thea Koerner Foundation“ und das „Student Graduate Centre“ mit „Thea’s Pub“. Die Bibliothek der University of British Columbia ist nach Leons Bruder Walter Koerner benannt. Auch das Museum of Anthropology in Vancouver geht auf Stiftungen der Koerners zurück. Thea, die 1952 mit ihrem Mann letztmals Europa (England) besucht hatte, starb 1959 völlig überraschend, Leon folgte ihr 1972. Sie hinterließen keine Kinder. Ein kleiner künstlerischer Nachlass befindet sich als Leihgabe im Österreichischen Filmarchiv in Wien.

## Filmografie
- 1917: Die Schlange der Leidenschaft
- 1918: So fallen die Lose des Lebens
- 1919: Maria Magdalena
- 1919: Der Traum im Walde
- 1919: Die Waldspinne
- 1919: Frühlingserwachen
- 1919: Die Jüdin von Toledo
- 1919: Mephistos Faschingslaune
- 1919: Mit seinem Gott allein
- 1920: Gold
- 1922: Ludwig II.